# Himno de la Guardia Real de España
El himno de la Guardia Real de España se crea en noviembre de 1976. Es compuesto por Don José López Calvo, Comandante Director de la Unidad de Música de la Guardia Real. Es utilizado en las formaciones y paradas militares solmenes.

## Letra
Guardemos con celo a los reyes de España,
que es nuestro destino de guardia real español.
Su historia y su grandeza serán mi blasón.
mi emblema es corona de antiguo esplendor
que defenderé empeñando mi honor.
La vida es ofrenda que doy a la patria
por quererla más grande y mejor.

Cantad bravos soldados de España
la gloria de ser fieles guardias del rey.
mantened el espíritu alerta
por ser los custodios del primer español.